# HD 164595 b
HD 164595 b es un exoplaneta confirmado orbitando alrededor de HD 164595 cada 40 días; a la distancia de su estrella de 0.230 UA o 34.407.510,252 km. A 94.36 años luz de nuestro Sistema Solar. Tiene una masa equivalente a 16 Tierras.

## Señal candidata de SETI
Una reciente (2015) señal de radio en los 11 GHz (2.7 cm) ha sido observada en la dirección de HD 164595 por el equipo de Claudio Maccone en el observatorio de radio RATAN-600.  Se desconoce qué planeta del sistema estelar está implicado. Podría ser en cambio un lente gravitacional de una fuente más distante.